# تيالف
تيالف (Thialf)هي ساحة جليدية في هيرينفين ، هولندا . يتم استخدام الملعب التزلج السريع طويل المسار ، وتزلج سريع قصيرة المسار، هوكي الجليد ، التزلج على الجليد ، سباق الدراجات النارية على الجليد ،  والأحداث غير الرياضية. تم افتتاح حلبة التزلج الخارجية في عام 1967 ، وتم افتتاح الاستاد الداخلي في عام 1986. تم تسجيل العديد من الأرقام القياسية العالمية في الاستاد الداخلي. سنويًا ، يستضيف تيالف حدثين لكأس العالم للتزلج السريع . تبلغ مساحة الساحة 12500 مقعد. كان جان دي يونج هو سيد حلبة التزلج على الجليد في تيالف لسنوات عديدة.

## التاريخ
بدأ بناء حلبة التزلج على الجليد في الهواء الطلق في عام 1966، وافتتحت في 14 أكتوبر 1967 من قبل الأميرة الهولندية كريستينا. كانت هذه ثالث حلبة للتزلج على الجليد بمسافة 400 متر في هولندا ، بعد آب إيدين بان في أمستردام واستاد إسيستاديون في ديفينتر. أقيمت العديد من البطولات الوطنية والدولية في تيالف، ولكن تم تسجيل رقم قياسي عالمي واحد فقط على حلبة التزلج الخارجية ، بواسطة أندريا شون على مسافة 5000 متر إلى 1983.
تم افتتاح الأستاد المسقوف، الذي يتسع لـ12500 شخص، في 17 نوفمبر 1986، والذي كان أول 400 متر داخلي في التزلج السريع بيضاوي الشكل في العالم. منذ عام 1988، تم تجاوزه باعتباره «أسرع جليد في العالم» من خلال حلبات التزلج الداخلية على ارتفاعات عالية في كالجاري وسالت ليك سيتي، والتي تتمتع بفائدة إضافية تتمثل في انخفاض ضغط الهواء. كل عام هناك أحداث تزلج رئيسية مثل بطولة هولندا وأوروبا وبطولة العالم ، وحدث أو حدثين لكأس العالم للتزلج السريع في تيالف.
تعد ساحة هوكي الجليد التي تتسع لـ 2500 مقعدًا والمتاخمة للعبة البيضاوية للتزلج السريع هي الساحة الرئيسية لفريق هيرينفين فلايرز، أحد أكثر أندية هوكي الجليد نجاحًا في هولندا. وهي أيضًا الساحة الرئيسية المستخدمة في هولندا في البطولات الدولية لهوكي الجليد ، حيث تستضيف بطولة IIHF World U18 في أواخر مارس 2012. تم تجديد الملعب في عام 2016.

## تزلج سريع على مضمار طويل

### الأحداث

#### البطولات الهولندية
| نظام         | في                                                                                  |
| ------------ | ----------------------------------------------------------------------------------- |
| الشاملة      | 1968*, 1969, 1973, 1979, 1982, 2001, 2005, 2007، 2008، 2009، 2010، 2011، 2012، 2013 |
| للعدو        | 1969*, 1973*, 1979*, 1982*, 1989, 1992, 2001, 2008, 2011، 2012                      |
| لمسافة واحدة | 1988, 1989, 1990, 1992, 1994, 1998, 2004, 2006، 2009، 2009، 2010، 2011، 2012، 2013  |

### سجلات المسار
هذه هي السجلات الحالية في تيالف.
| رجال          | رجال     | رجال             | رجال           | رجال      |
| مسافة         | زمن      | متزلج            | تاريخ          | مدة       |
| ------------- | -------- | ---------------- | -------------- | --------- |
| 500 م         | 34.07    | تاتسويا شينهاما  | 8 مارس 2020    | 1989 يومًا |
| 1000 م        | 1:07.09  | بافيل كوليجنيكوف | 12 يناير2020   | 2045 يومًا |
| 1500 م        | 1:43.00  | كجيلد نويس       | 8 مارس 2020    | 1989 يومًا |
| 3000 م        | 3:37.39  | سفين كرامر       | 20 ديسمبر 2019 | 2068 يومًا |
| 5000 م        | 6:05.14  | باتريك روست      | 24 يناير2021   | 1667 يومًا |
| 10000 م       | 12:32.95 | نيلز فان دير بول | 14 فبراير2021  | 1646 يومًا |
| السعي الجماعي | 3:37.97  | هولندا           | 7 يناير 2022   | 1319 يومًا |

| نساء          | نساء     | نساء             | نساء          | نساء      |
| مسافة         | زمن      | متزلج            | تاريخ         | مدة       |
| ------------- | -------- | ---------------- | ------------- | --------- |
| 500 م         | 34.07    | أنجلينا جوليكوفا | 8 مارس 2020   | 1989 يومًا |
| 1000 م        | 1:07.09  | جوتا ليردام      | 31 أكتوبر2021 | 1387 يومًا |
| 1500 م        | 1:43.00  | إيرين فوست       | 8 مارس 2020   | 1989 يومًا |
| 3000 م        | 3:37.39  | إيرين سكوتين     | 30 أكتوبر2021 | 1388 يومًا |
| 5000 م        | 6:05.14  | إيرين سكوتين     | 31 أكتوبر2021 | 1387 يومًا |
| 10000 م       | 12:32.95 | كارين كليبوكر    | 13 مارس 2018  | 2715 يومًا |
| السعي الجماعي | 3:37.97  | هولندا           | 9 يناير2022   | 1317 يومًا |

## أحداث أخرى
استضافت الساحة الموسيقية من قبل العديد من مشاهير الفنانين، بما في ذلك ويتني هيوستن ، تينا تيرنر ، أندري ريو ، توتو ، ترانس إنيرجي و برنس ، وغيرها.
أيضا ، عقدت مسابقة ملكة جمال الكون الوطنية في تيالف عدة مرات.

## روابط خارجية
- الموقع الرسمي
- سجلات المسار